# Arquidiócesis de Salta
La arquidiócesis de Salta (en latín: Archidioecesis Saltensis) es una circunscripción eclesiástica de la Iglesia católica en Argentina. Se trata de una arquidiócesis latina, sede metropolitana de la provincia eclesiástica de Salta y una de las más antiguas de la actual Argentina erigida en 1806, en épocas del Virreinato del Río de la Plata . Desde el 6 de agosto de 1999 su arzobispo es Mario Antonio Cargnello.

## Territorio y organización

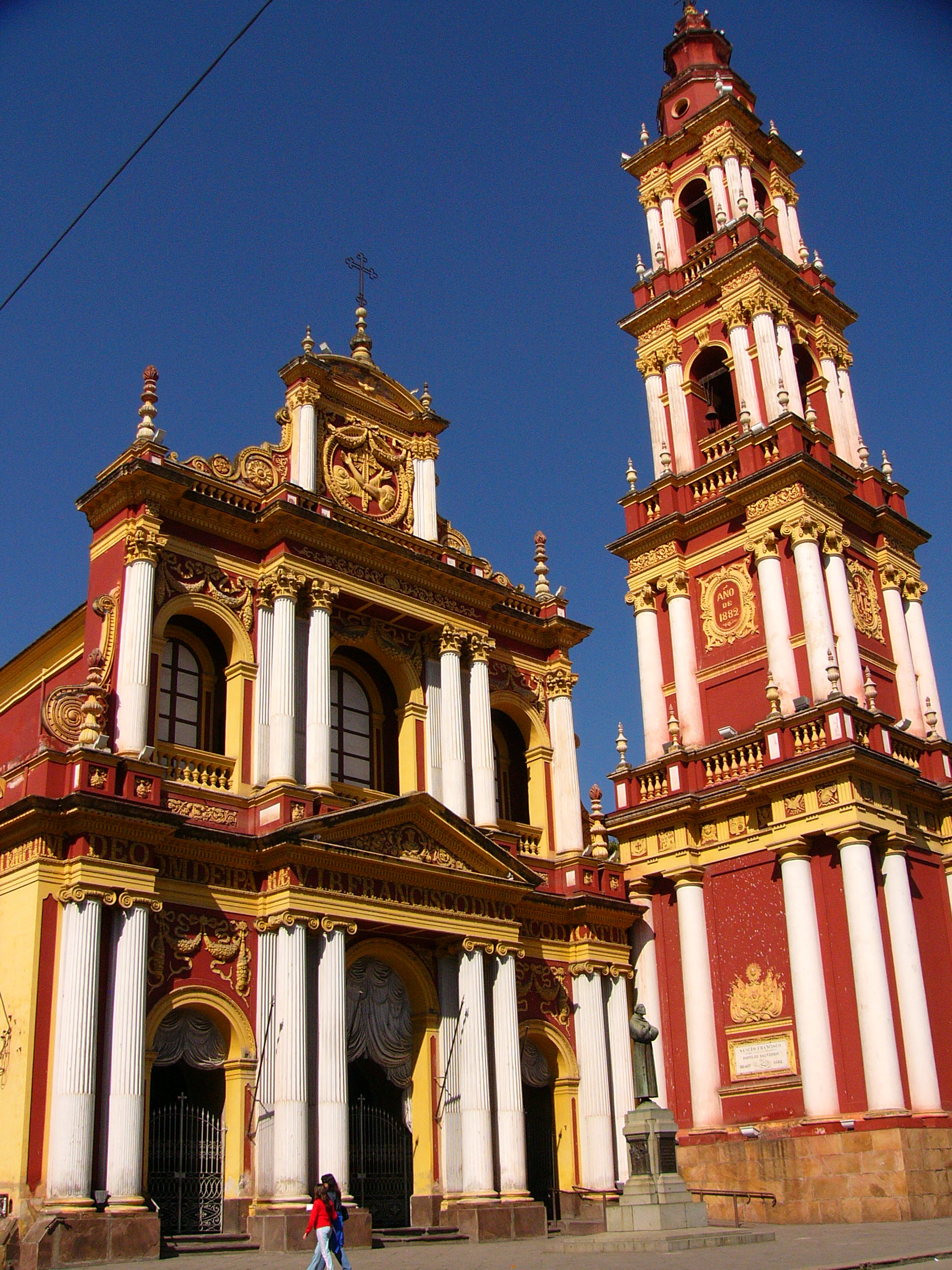
Basílica y convento de San Francisco

La arquidiócesis tiene 92 860 km² y extiende su jurisdicción sobre los fieles católicos de rito latino residentes en la provincia de Salta en los 15 departamentos de: Anta, Metán, Rosario de la Frontera, La Candelaria, Guachipas, La Viña, Chicoana, General Güemes, Capital, La Caldera, Rosario de Lerma, Cachi, La Poma, Los Andes y Cerrillos. En la provincia de Jujuy comprende la parte del departamento de Susques al sur del trópico de Capricornio. 

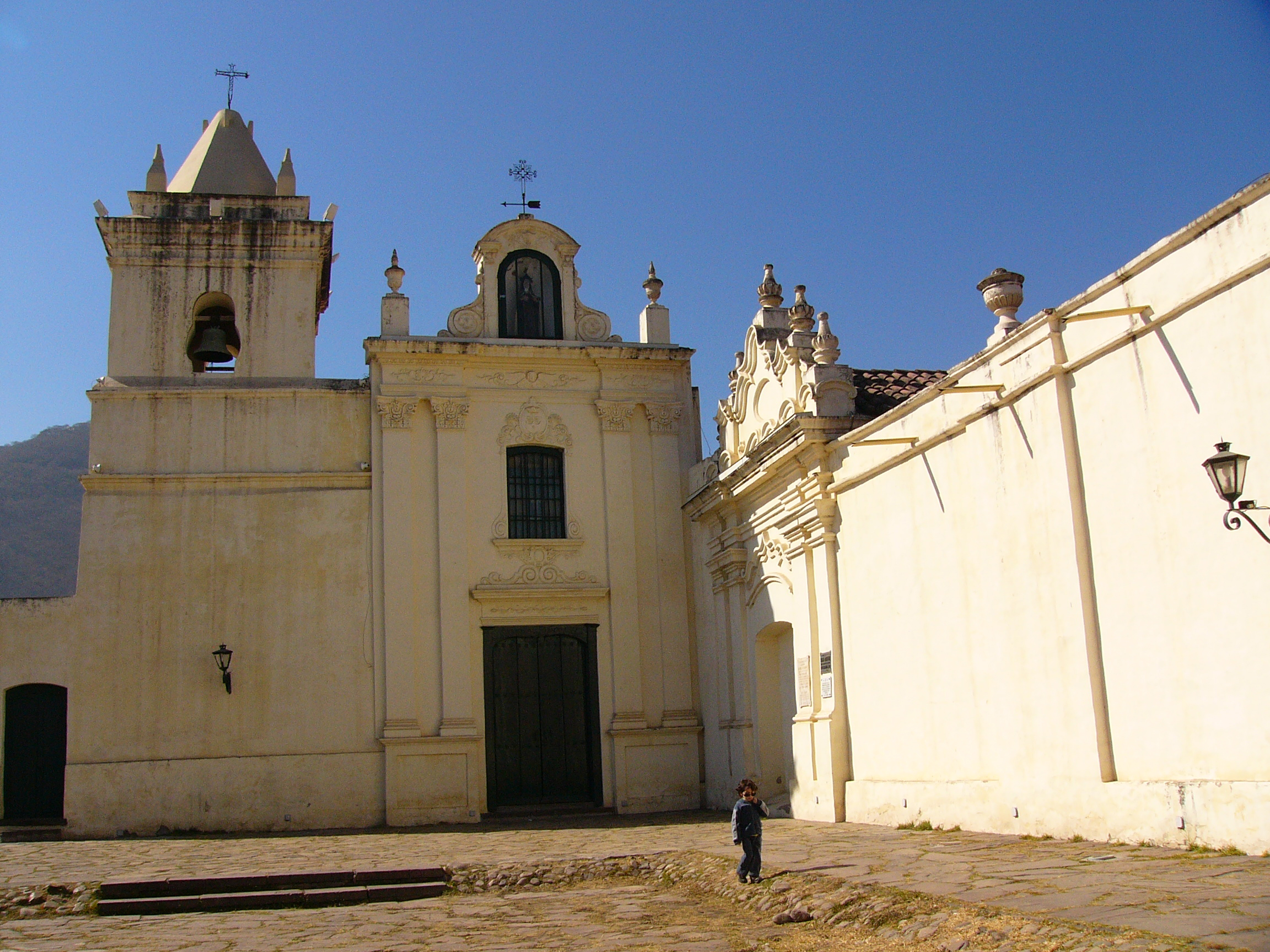
Convento de San Bernardo, Salta

La sede de la arquidiócesis se encuentra en la ciudad de Salta, en donde se halla la Catedral basílica y santuario del Señor y la Virgen del Milagro y la basílica y convento de San Francisco.
La arquidiócesis tiene como sufragáneas a las diócesis de: Catamarca, Jujuy, Orán y las prelaturas territoriales des Cafayate y Humahuaca.
En 2020 en la arquidiócesis existían 69 parroquias.

## Historia
El territorio de la actual arquidiócesis de Salta fue parte de la diócesis de La Plata o Charcas (hoy arquidiócesis de Sucre) hasta el 14 de mayo de 1570, cuando junto con el resto de la gobernación del Tucumán pasó a integrar la diócesis del Tucumán (hoy arquidiócesis de Córdoba).
El 28 de marzo de 1806, con la bula Regalium Principum, el papa Pío VII erigió la diócesis de Salta con jurisdicción sobre la intendencia de Salta del Tucumán en el virreinato del Río de la Plata, dividiendo la diócesis del Tucumán. Comprendía territorios que actualmente forman las provincias de Salta, Santiago del Estero, Catamarca, Tucumán, Jujuy, y sectores indefinidos de las provincias del Chaco y Formosa. La bula también le adjudicó el partido de Tarija (actual Bolivia) que por aquel entonces pertenecía a la Provincia de Salta y las misiones del Gran Chaco (hoy parte del territorio de Argentina, Bolivia y Paraguay), que pertenecían a la arquidiócesis de La Plata o Charcas (hoy arquidiócesis de Sucre).
Para dar cumplimiento a la bula, dos cédulas del rey Carlos IV de España de 17 de febrero de 1807 ordenaron segregar el territorio de Tarija de la intendencia de Potosí y de la arquidiócesis de La Plata o Charcas e incorporarlo a la intendencia de Salta del Tucumán y a la diócesis de Salta. Se convocó a un cabildo abierto el 25 de julio de 1807 en Tarija donde se aceptó completamente la decisión de separarse de la intendencia de Potosí, pero se negó a estar bajo la jurisdicción gubernamental de la intendencia de Salta del Tucumán, proclamando su libertad e independencia, dando conflictos a la administración de la Corona española. Debido a los conflictos en España no se solucionó la cuestión sobre Tarija, y dejaron al territorio a disposición de sus autoridades, este suceso llevó al territorio de Tarija formarse en un estado o gobernación autónoma desde el 25 de julio de 1807. La correspondiente bula pontificia para la modificación de los límites de las diócesis, no pudo expedirse debido a que el papa Pío VII se hallaba prisionero de Napoleón Bonaparte. Debido a esto Tarija, al no tener una organización para un obispado, hizo caso a la sección del ámbito religioso, y se integró al obispado de Salta. A solicitud de aclaración del primer obispo de Salta, a quien el rey le había dirigido una real cédula de nombramiento indicándole el pase jurisdiccional del territorio de Tarija a Salta, pero esto terminó sólo en lo religioso, otra cédula real de 2 de marzo de 1811 expedida por el Consejo de Regencia, aclaró que el partido de Chichas pertenecería a la nueva diócesis de Salta y al territorio de Tarija, pero perduro bajo jurisdicción principalmente de la intendencia de Potosí. Esta situación derivó después de la guerra de Independencia en la Cuestión de Tarija, Chichas como Tarija quedaron de facto bajo jurisdicción de la arquidiócesis de Charcas a partir de 1826 luego de su incorporación a Bolivia.
El primer obispo de Salta fue Nicolás Videla del Pino, quien siendo obispo de Asunción del Paraguay, el 25 de marzo de 1807 fue trasladado por el papa Pío VII a la nueva diócesis de Salta. Acusado de ponerse del lado de la Corona española, el 16 de abril de 1812 se vio obligado a abandonar la ciudad de Salta por orden del general Manuel Belgrano y residió en Buenos Aires, donde falleció el 17 de marzo de 1819. Durante casi cincuenta años Salta ya no tuvo obispo.
En 1836 el papa Gregorio XVI nombró vicario apostólico de Salta a José Agustín Molina, que era vicario foráneo de Tucumán, elevándolo a la dignidad episcopal. Fue consagrado en Buenos Aires y murió en Tucumán el 11 de febrero de 1838. Tras su muerte fueron ocupando el gobierno de la diócesis diversos vicarios capitulares, hasta que el general Justo José de Urquiza, presidente de la Confederación Argentina, propuso para la sede vacante al sacerdote José Eusebio Colombres, quien fue preconizado por el papa Pío IX en diciembre de 1858, pero antes de ser consagrado, murió en Tucumán el 11 de febrero de 1859.
El 23 de septiembre de 1857 el papa Pío IX por un rescripto pontificio reincorporó a Tarija a la arquidiócesis de La Plata, separándola de la diócesis de Salta.
La larga vacancia de la sede salteña que había durado casi medio siglo, concluyó cuando el 13 de julio de 1860 el papa Pío IX designó como segundo obispo de Salta al franciscano fray Buenaventura Rizo Patrón. Consagrado el 7 de abril de 1861, tomó posesión de la sede el 7 de julio siguiente y falleció en Salta el 13 de noviembre de 1884.
Originalmente sufragánea de la arquidiócesis de La Plata o Charcas, el 5 de marzo de 1865 pasó a formar parte de la provincia eclesiástica de la arquidiócesis de Buenos Aires.
El tercer obispo de Salta fue Pablo Padilla y Bárcena, quien había sido nombrado obispo titular de Pentacomina el 17 de diciembre de 1891. El 19 de enero de 1893 el papa León XIII lo designó obispo de Salta, sede de la que tomó posesión el 16 de febrero siguiente. El 16 de enero de 1898 fue trasladado a la diócesis de Tucumán y falleció en San Salvador de Jujuy el 22 de enero de 1921.
El 15 de febrero de 1897 cedió una porción de su territorio para la erección de la diócesis de Tucumán (hoy arquidiócesis) mediante la bula In Petri Cathedra del papa León XIII.
El cuarto obispo de Salta fue Matías Linares y Sanzetenea, elegido por el papa León XIII el 8 de febrero de 1898. Murió en Buenos Aires el 2 de abril de 1914.
El quinto obispo de Salta fue José Calixto Gregorio Romero, elegido por el papa Benedicto XV como obispo titular de Therme. En 1915 fue designado obispo de Salta, la que gobernó pastoralmente hasta su muerte acaecida el 17 de septiembre de 1919.
El 22 de mayo de 1920 por efecto de la bula Semper Romani del papa Benedicto XV adquirió el territorio del departamento de Los Andes de la diócesis de Catamarca.
El sexto obispo de Salta fue Julio Campero y Aráoz. Elegido por el papa Pío X el 11 de junio de 1923, tomó posesión el 23 de octubre siguiente. En 1934 presentó su renuncia y falleció en Salta el 20 de febrero de 1938.
El 20 de abril de 1934, como resultado de la bula Nobilis Argentinae nationis del papa Pío XI, cedió una porción más de territorio para la erección de la diócesis de Jujuy y al mismo tiempo fue elevada al rango de arquidiócesis metropolitana.

Quapropter, praeter Bonaërensem ecclesiasticam provinciam, unam, uti diximus, illic iam exsistentem, sex alias provincias, tenore praesentium eademque suprema auctoritate Nostra, erigimus ac statuimus, nempe: (...) Saltensem, (...) A Bonaerensi igitur provincia et ab eius metropolitana ecclesia sedes omnes, quae ipsi hucusque suffraganeae fuerunt, videlicet: (...) Catamarcensem, (...) Saltensem (...) separamus, eique posthac Mercedensem et Amlensem dioeceses uti suffraganeas assignandus. (...) Item provincia ecclesiastica Saltensis comprehendet tum ecclesiam Saltensem, quam ad metropolitanae gradum provehimus, tum dioeceses Catamarcensem et Jujujensem, quae illi proinde uti suffraganeae erunt subiectae.
Parte de la bula Nobilis Argentinae nationis

El 20 de septiembre de 1934 el papa Pío XI eligió como primer arzobispo a Roberto José Tavella. Consagrado obispo el 17 de febrero de 1935, tomó posesión de la sede el 23 de febrero de 1935. Falleció el 21 de mayo de 1963.
El 2 de julio de 1944 cedió el departamento de Antofagasta de la Sierra a la diócesis de Catamarca mediante el decreto Cum nuper.
El 10 de abril de 1961 cedió una porción de su territorio para la erección de la diócesis de la Nueva Orán mediante la bula Supremi muneris del papa Juan XXIII.
El segundo arzobispo de Salta fue Carlos Mariano Pérez, quien siendo obispo de Comodoro Rivadavia, el 26 de diciembre de 1963 el papa Pablo VI lo promovió a la arquidiócesis de Salta, de cuya sede tomó posesión el 11 de abril de 1964. El 7 de enero de 1984 renunció por edad y falleció el 25 de marzo de 1985.
El 8 de septiembre de 1969 cedió otra porción de su territorio para la erección de la prelatura territorial de Cafayate mediante la bula Praeclarissima exempla del papa Pablo VI.
El 21 de enero de 1972 se amplió incorporando la parte del departamento de Susques al sur del trópico de Capricornio de la prelatura territorial de Humahuaca mediante el decreto Maiori Christifidelium de la Congregación para los Obispos.
El tercer arzobispo fue Moisés Julio Blanchoud, quien siendo obispo de Río Cuarto, el 7 de enero de 1984 fue promovido por el papa Juan Pablo II a la sede de Salta, de la que tomó posesión el 31 de marzo siguiente. Renunció por edad el 6 de agosto de 1999.
El cuarto arzobispo es Mario Antonio Cargnello, quien desempeñándose como obispo de Nueva Orán, Juan Pablo II lo promovió a la sede salteña como arzobispo coadjutor el 24 de junio de 1998. Es arzobispo de Salta por sucesión desde el 6 de agosto de 1999.

## Estadísticas
Según el Anuario Pontificio 2021 la arquidiócesis tenía a fines de 2020 un total de 914 100 fieles bautizados.
| Año                                                                             | Población            | Población | Población      | Sacerdotes | Sacerdotes    | Sacerdotes    | Bautizados por sacerdote | Diáconos permanentes | Religiosos | Religiosos | Parroquias |
| Año                                                                             | Bautizados católicos | Total     | % de católicos | Total      | Clero secular | Clero regular | Bautizados por sacerdote | Diáconos permanentes | Varones    | Mujeres    | Parroquias |
| ------------------------------------------------------------------------------- | -------------------- | --------- | -------------- | ---------- | ------------- | ------------- | ------------------------ | -------------------- | ---------- | ---------- | ---------- |
| 1950                                                                            | 290 000              | 300 000   | 96.7           | 124        | 42            | 82            | 2338                     |                      | 96         | 145        | 29         |
| 1964                                                                            | ?                    | 350 000   | ?              | 108        | 45            | 63            | ?                        |                      |            | 112        | 30         |
| 1970                                                                            | 320 000              | 376 000   | 85.1           | 114        | 44            | 70            | 2807                     |                      | 81         | 115        | 33         |
| 1976                                                                            | 307 722              | 364 680   | 84.4           | 100        | 40            | 60            | 3077                     |                      | 70         | 80         | 37         |
| 1980                                                                            | 355 000              | 417 000   | 85.1           | 75         | 35            | 40            | 4733                     | 1                    | 43         | 91         | 35         |
| 1990                                                                            | 645 200              | 715 000   | 90.2           | 84         | 52            | 32            | 7680                     | 8                    | 48         | 105        | 40         |
| 1999                                                                            | 687 000              | 791 000   | 86.9           | 109        | 81            | 28            | 6302                     | 7                    | 72         | 84         | 49         |
| 2000                                                                            | 685 513              | 791 000   | 86.7           | 116        | 83            | 33            | 5909                     | 7                    | 82         | 87         | 50         |
| 2001                                                                            | 690 428              | 800 000   | 86.3           | 107        | 73            | 34            | 6452                     | 6                    | 78         | 85         | 52         |
| 2002                                                                            | 677 678              | 752 976   | 90.0           | 106        | 72            | 34            | 6393                     | 6                    | 61         | 74         | 52         |
| 2003                                                                            | 677 678              | 752 976   | 90.0           | 111        | 77            | 34            | 6105                     | 6                    | 71         | 78         | 52         |
| 2004                                                                            | 677 678              | 752 976   | 90.0           | 113        | 79            | 34            | 5997                     | 6                    | 63         | 78         | 53         |
| 2010                                                                            | 717 000              | 797 000   | 90.0           | 138        | 90            | 48            | 5195                     | 7                    | 86         | 166        | 57         |
| 2014                                                                            | 745 000              | 860 000   | 86.6           | 121        | 87            | 34            | 6157                     | 5                    | 65         | 128        | 60         |
| 2017                                                                            | 886 700              | 986 800   | 89.9           | 129        | 91            | 38            | 6873                     | 4                    | 42         | 125        | 68         |
| 2020                                                                            | 914 100              | 1 017 300 | 89.9           | 99         | 85            | 14            | 9233                     | 4                    | 24         | 135        | 69         |
| Fuente: Catholic-Hierarchy, que a su vez toma los datos del Anuario Pontificio. |                      |           |                |            |               |               |                          |                      |            |            |            |

## Episcopologio

### Obispos de Salta
- Nicolás Videla del Pino † (23 de marzo de 1807-17 de marzo de 1819 falleció)
  - Sede vacante (1819-1860)[nota 1]
  - José Eusebio Colombres † (23 de diciembre de 1858-11 de febrero de 1859 falleció) (obispo electo)
- Buenaventura Rizo Patrón, O.F.M. † (13 de julio de 1860-13 de noviembre de 1884 falleció)
  - Sede vacante (1884-1893)
- Pablo Padilla y Bárcena † (19 de enero de 1893-8 de febrero de 1898 nombrado obispo de Tucumán)
- Matías Linares y Sanzetenea † (8 de febrero de 1898-2 de abril de 1914 falleció)
- José Calixto Gregorio Romero y Juárez † (29 de octubre de 1914-17 de agosto de 1919 falleció)
  - Sede vacante (1919-1923)
- Julio Campero y Aráoz † (11 de junio de 1923-22 de junio de 1934 renunció[nota 2])

### Arzobispos de Salta
- Roberto José Tavella, S.D.B. † (20 de septiembre de 1934-21 de mayo de 1963 falleció)
- Carlos Mariano Pérez Eslava, S.D.B. † (26 de diciembre de 1963-7 de enero de 1984 retirado)
- Moisés Julio Blanchoud † (7 de enero de 1984-6 de agosto de 1999 retirado)
- Mario Antonio Cargnello, por sucesión el 6 de agosto de 1999

## Galería de imágenes

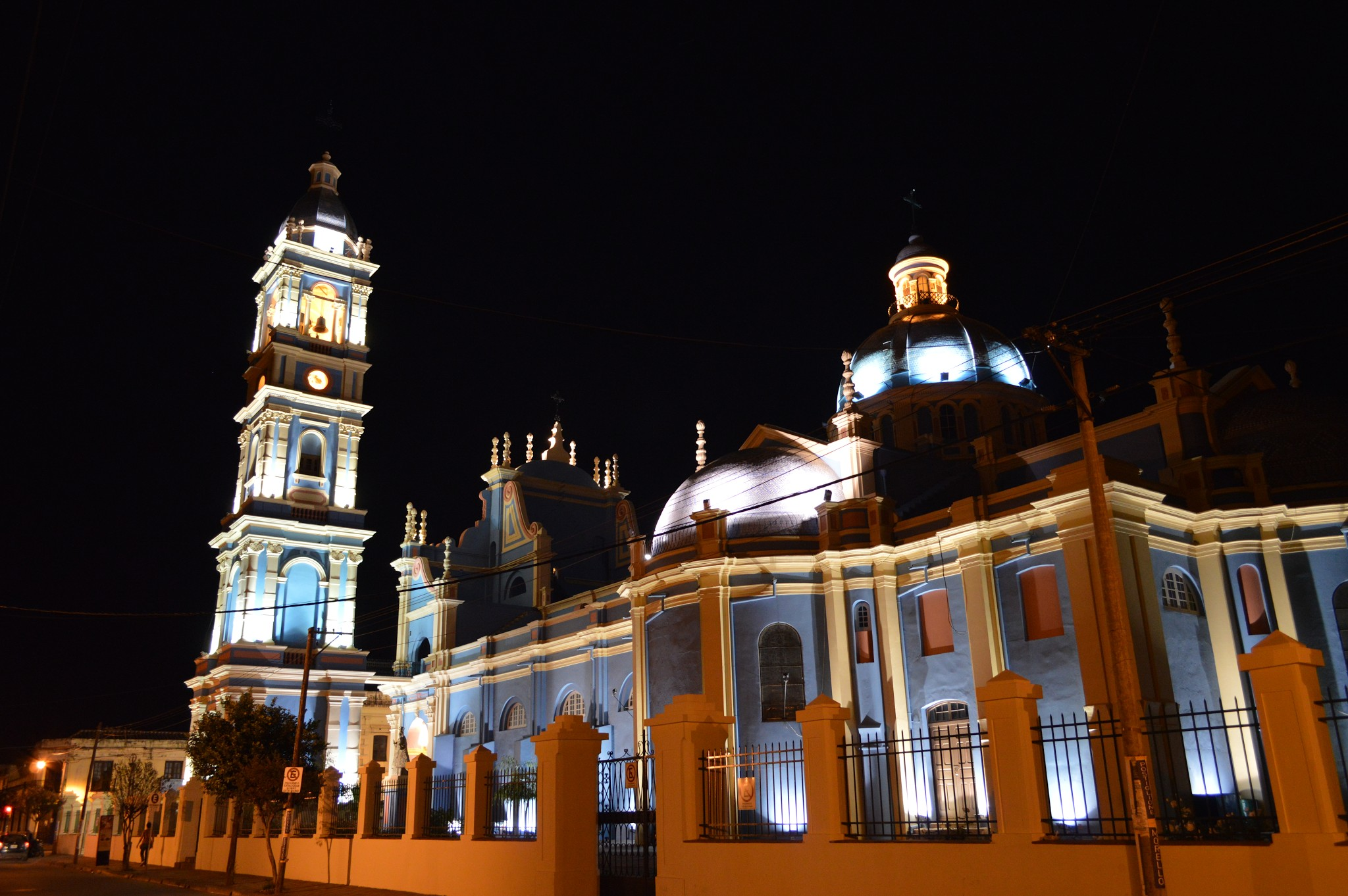
Iglesia de la Viña en Salta
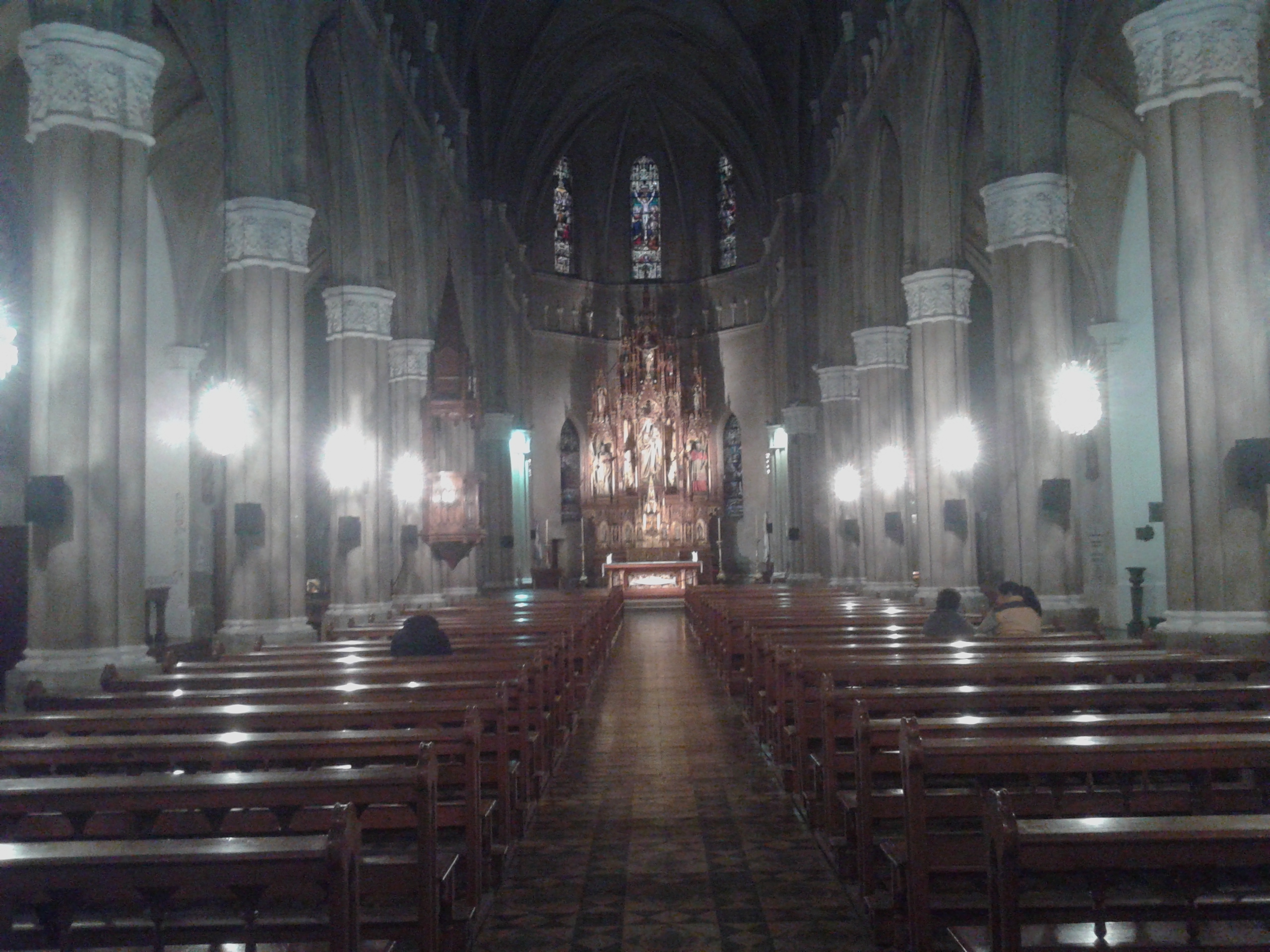
Interior de la Iglesia de la Merced (Salta)
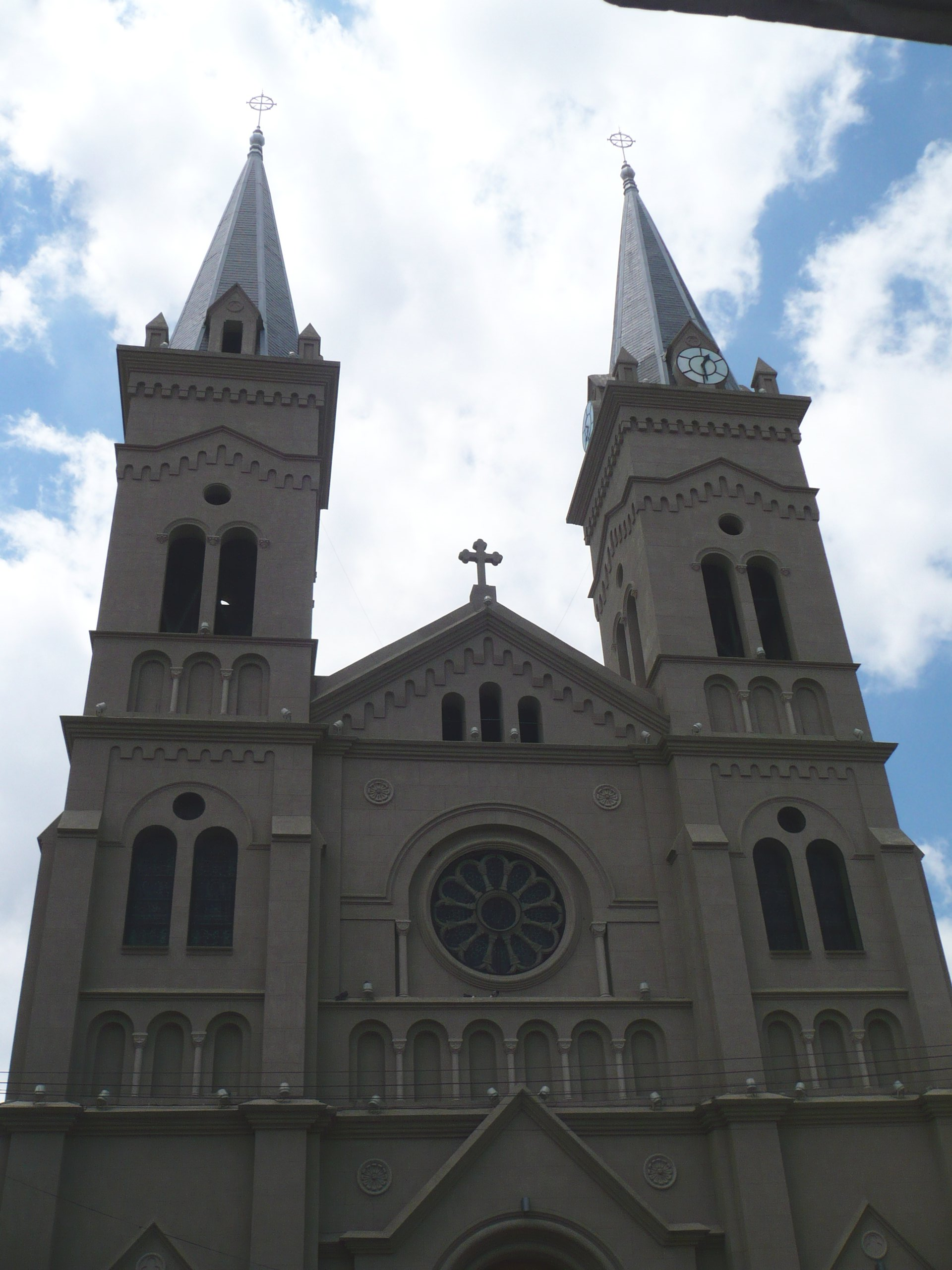
Iglesia de San Alfonso (Salta)
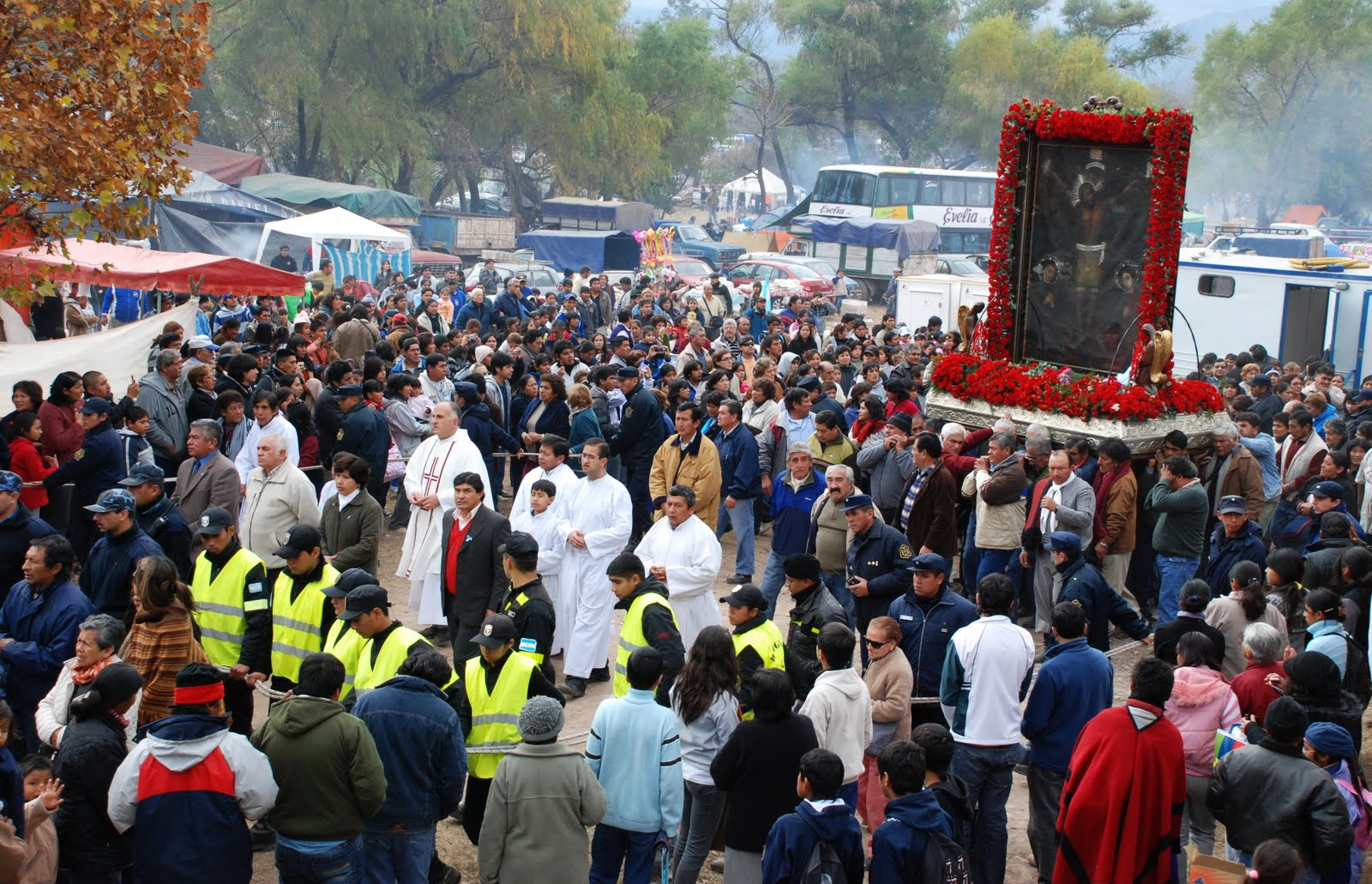
Procesión del Señor de Sumalao
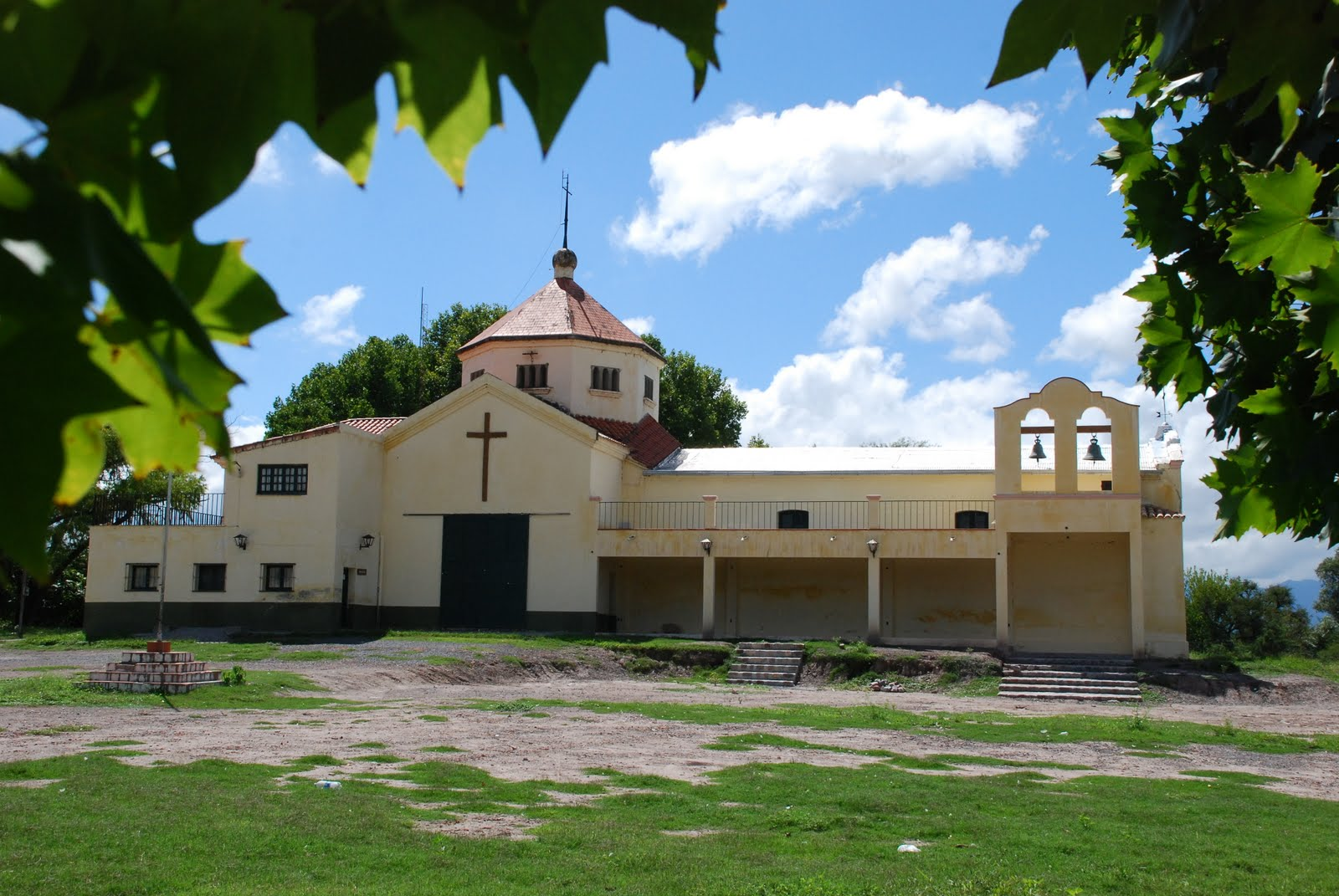
Iglesia de Sumalao
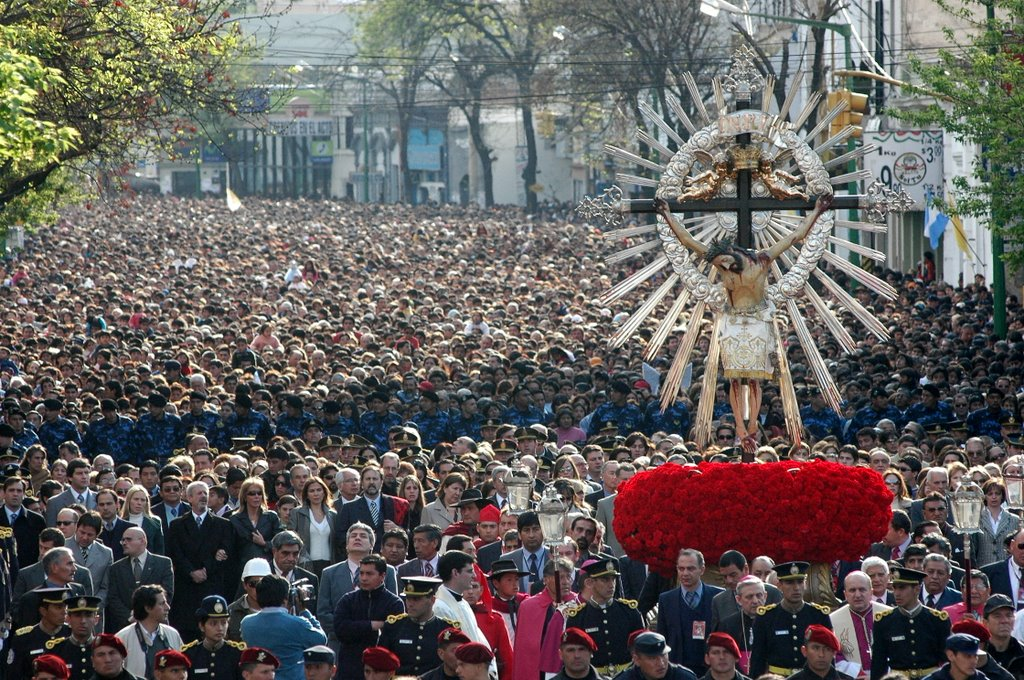
Procesión del Señor y Virgen del Milagro en Salta
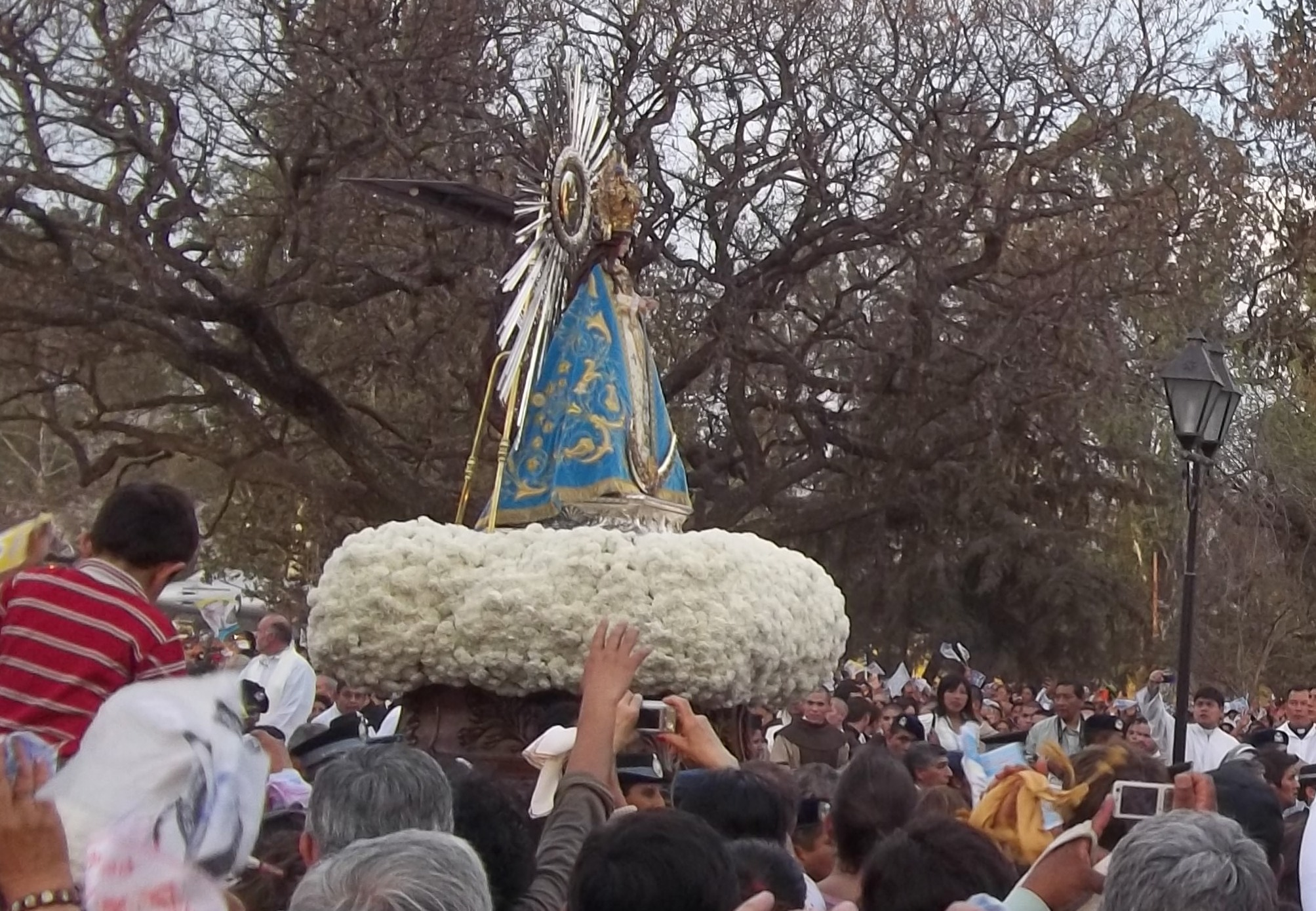
Virgen del Milagro en Salta
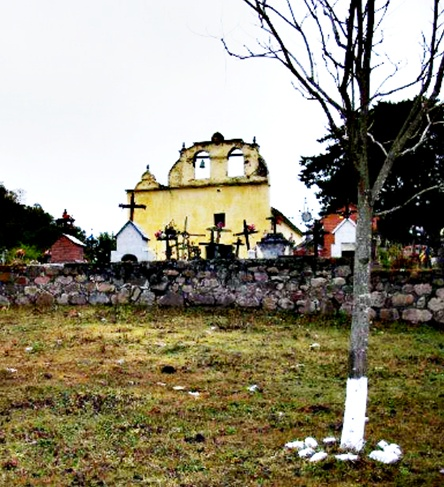
Capilla del Chamical
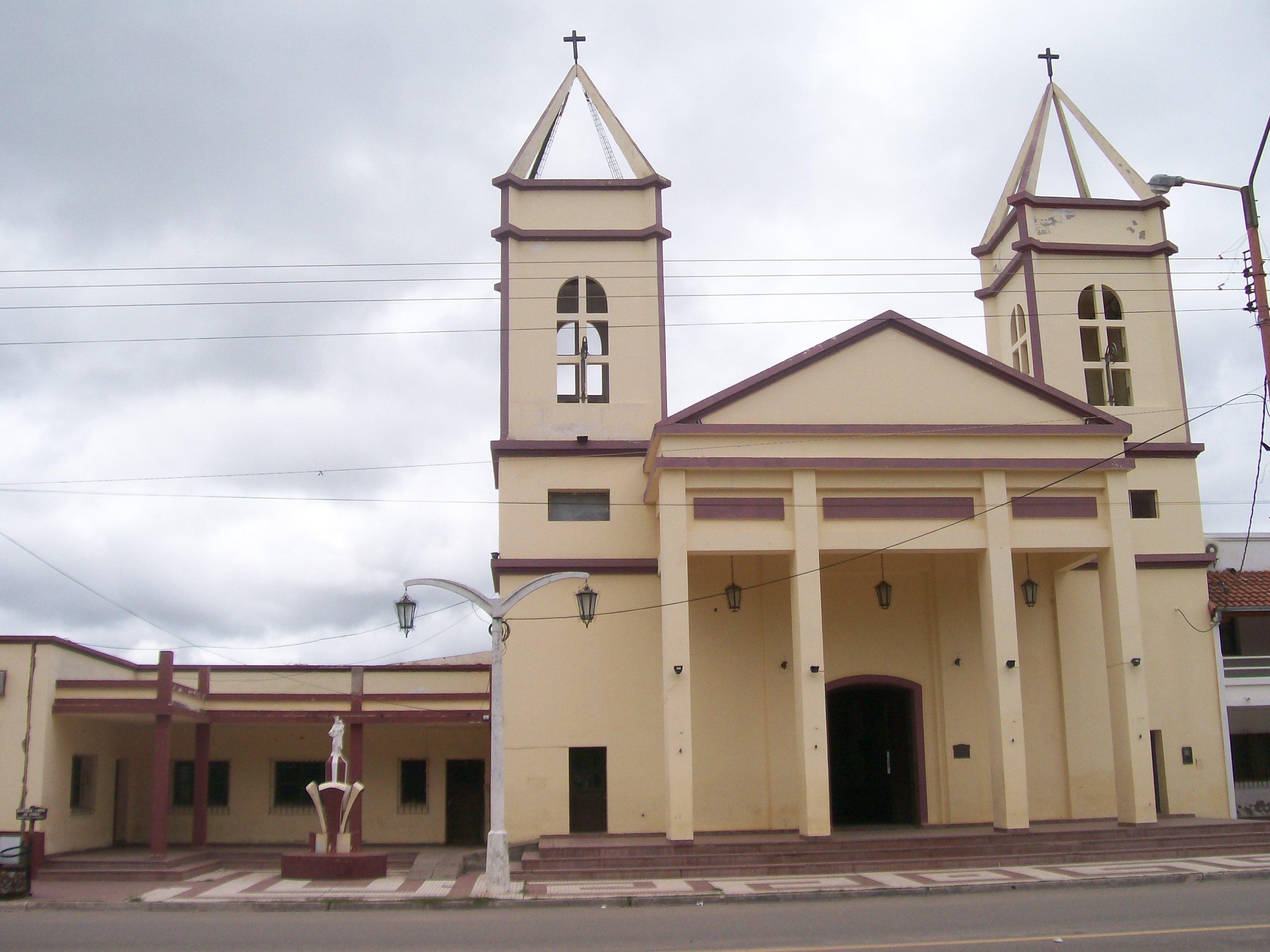
Iglesia de Joaquín V. González
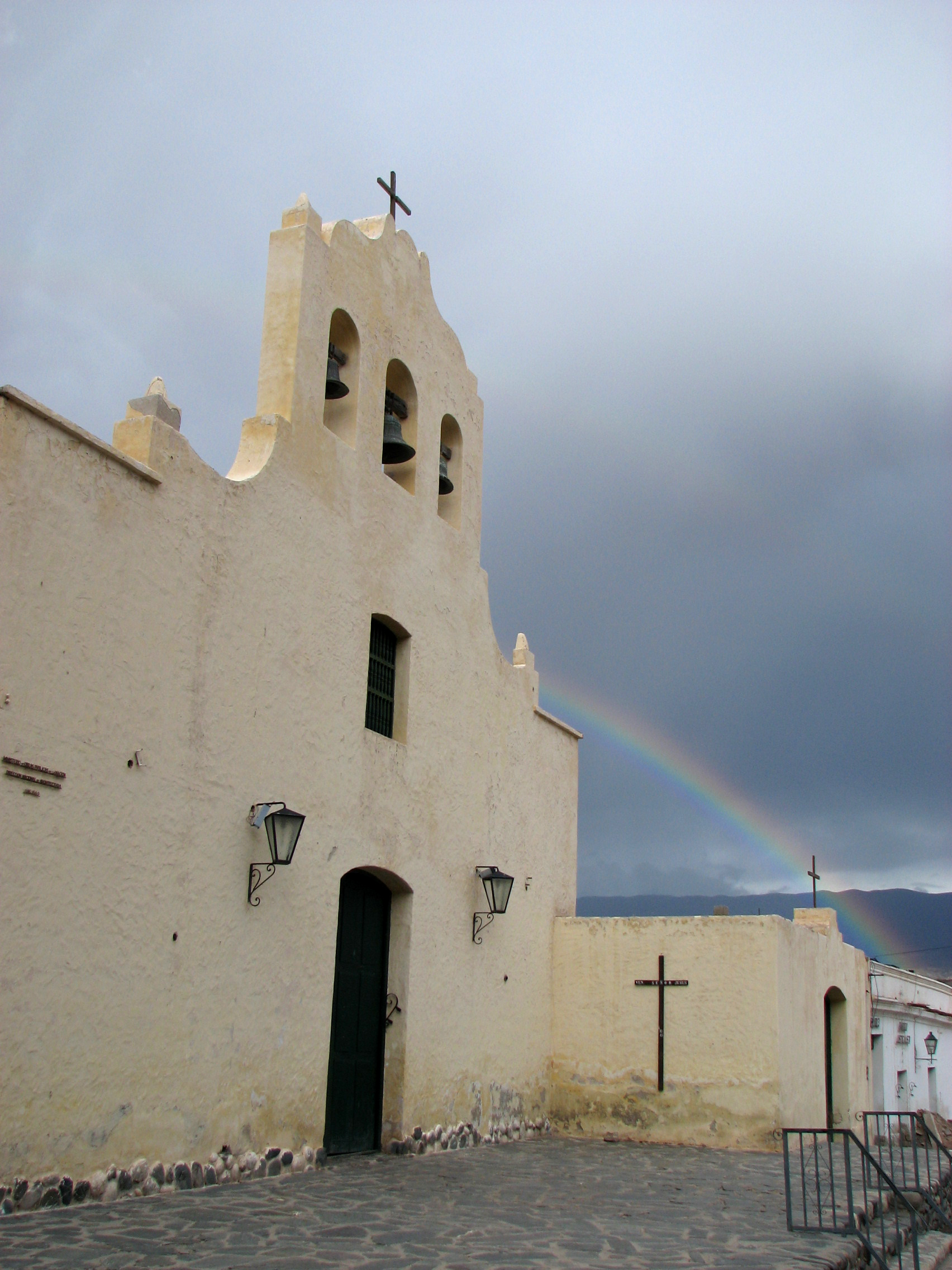
Iglesia de Cachi
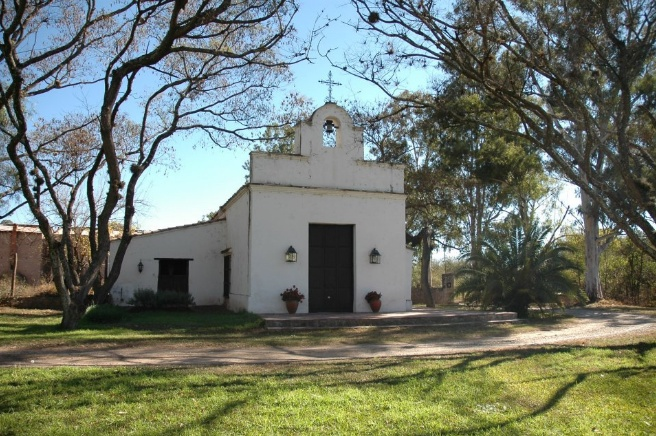
Capilla de la antigua Estancia San Agustín en San Agustín
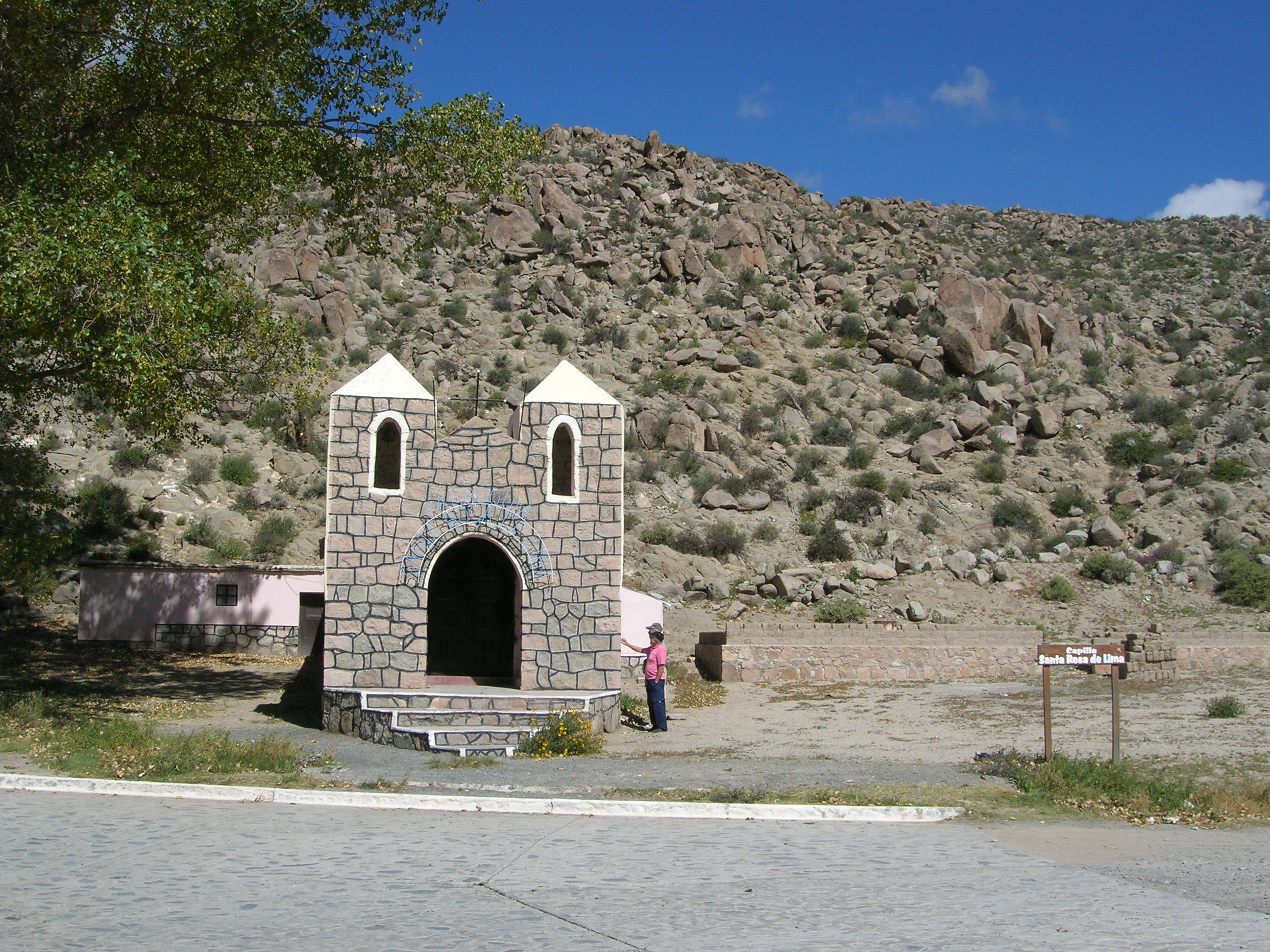
Capilla en Santa Rosa de Tastil